# 豊川市男児連れ去り殺人事件
豊川市男児連れ去り殺人事件（とよかわしだんじつれさりさつじんじけん）とは、2002年（平成14年）7月に愛知県豊川市で男児が連れ去られ、殺害された事件。

## 経緯
2002年（平成14年）7月28日午前1時20分頃、愛知県豊川市白鳥町のゲームセンター駐車場に駐車中の車内から、当時1歳10ヵ月の男児が何者かに連れ去られ、その4時間後に宝飯郡御津町（現在の豊川市御津町）の海岸から遺体で発見された。
2003年（平成15年）4月13日、事件発生当時に現場の駐車場に止めた車の車内で寝ていた元トラック運転手の男が豊川警察署で任意の事情聴取を受け、犯行を自白したため4月15日に殺人容疑と未成年者略取容疑で、逮捕された。しかし、それ以後は自白の強要があったとして一転して無罪を訴えている。
この事件は目撃証言や物的証拠に欠け、自白の任意性や信用性が問題とされた。警察の初動捜査にも批判があり、当初に容疑をかけられていた男児の父親は「自分を疑う間に、証拠収集でもしていてくれたら」とコメントしている。取り調べも夜分遅く迄机を叩いたり椅子を蹴り飛ばす等、過酷を極めた。
2006年（平成18年）1月24日、一審の名古屋地方裁判所は無罪の判決を下したが、同年8月、検察側は控訴審初公判で、無罪判決の破棄を求めた。
2007年（平成19年）7月6日、名古屋高等裁判所は、「捜査段階の自白と客観的事実が符合しており、供述は具体的で信用できる」と一審判決を破棄、懲役17年の逆転有罪を言い渡した。被告は6日、判決を不服として最高裁判所に上告した。
2008年（平成20年）9月30日、最高裁判所は被告側の上告を棄却し懲役17年が確定した。
2016年（平成28年）7月、受刑者が再審請求を申し立てた。
2019年（平成31年）1月25日、名古屋高等裁判所（山口裕之裁判長）は「自白の信用性は高く犯人であることは揺るがない」と判断し、再審開始を棄却した。受刑者側は異議申し立てを行った。
2022年（令和4年）8月19日、刑期を終えた男性が大分刑務所から出所した。
2023年（令和5年）6月7日、名古屋高等裁判所（田辺三保子裁判長）は再審開始を認めない決定を出した。

## 冤罪説
本事件は冤罪疑惑があることで知られ、以下の点がピックアップされている。

### 矛盾
- 犯行の動機は「男児の泣き声に、睡眠を妨げられたことへの怒り」とされている。しかし、男児は「一度泣き出したら、両親以外の人間があやしても泣きやまなかった」とされ、自白調書の「開いた窓から元運転手の男性が抱き上げても、男児は泣かなかった」という内容に反している。
- 自白調書では「海岸堤防から男児を海に投げ入れた」と記されていたものの、犯行時は干潮であった。仮にもし投げ入れたとすれば、岩場に激突して怪我は免れなかった。しかし、男児の遺体にはそういった損傷が一切ない。

### 審判
- 「自白に犯人しか知り得ない秘密の暴露は含まれず、虚偽も混ざっているが（連れ去りや殺害の）根幹部分は信用できる」との判断。男児が連れ去られる直前の現場で、被告の車を見たとする目撃証言もあり、自白が裏付けられると判断した。
- 捜査段階の取り調べについて、「虚偽の自白を強いるほど圧迫性のある捜査だったとはいえない」と、自白の任意性を認めた。